# شوروباك
شوروباك مدينة سومرية قديمة تبعد 35 ميل جنوب نيبور مطلة على نهر الفرات تسمى حاليا بتل فارا وتعتبر ضمن محافظة القادسية (محافظة). شوروباك تسمى نينليل وكذلك تسمى سود، نسبا للالهة الهواء.

## شوروباك
شوروباك أصبحت مدينة خلال فترة جمدة نصر قبل حوالي 3000 سنة قبل الميلاد، بعد انتهاء فترة اوروك، بعد نقصان مياه الطوفان، أصبحت المدينة كبيرة في نهاية عصر السلالة الثالثة في أعوام (2600-2350 ق م) وكانت مساحتها حوالي 100 هكتار، لكن في ذلك الوقت اندلع حريق فيها خلف دمار كبيرا واحرق سورها ونجى عدد قليل من الناس.
ظهر في قائمة الملوك السومريين اسم ملكين لهذه المدينة منهم أوبارا-تاتو الذي كان آخر ملك لشوبراك قبل الطوفان العظيم، وظهر في ملحمة جلجامش اسم الملك أوتنابيشتيم ابن أوبارا-تاتو وكان يذكر مع عدة شخصيات أسطورية مثل زيوسودرا واتراهاسيس.

### أوائل الأسرات الثانية
ارتفعت أهمية المدينة وحجمها، حيث تجاوزت 40 هكتارا (0.4 كم 2)، خلال فترة الأسرات المبكرة.
في قائمة الملوك السومرية يوجد حاكم، أوبارا توتو، آخر حاكم «قبل الطوفان». في بعض الإصدارات يتبعه ابن، زيوسودرا. في الإصدارات اللاحقة من ملحمة جلجامش، لوحظ أن رجلا يدعى أوتنابشتيم، ابن أوبارا توتو، هو ملك شوروباك. يعتقد أن هذا الجزء من جلجامش مأخوذ من تركيبة أدبية أخرى، أسطورة أتراهاسيس.

### أوائل الأسرات الثالثة
توسعت المدينة إلى أقصى حد لها في نهاية فترة الأسرات الثالثة المبكرة (2600 قبل الميلاد إلى 2350 قبل الميلاد) عندما غطت حوالي 100 هكتار.
تظهر الألواح المسمارية من فترة الأسرات الثالثة المبكرة اقتصادا مزدهرا ذا توجه عسكري مع روابط بالمدن في جميع أنحاء المنطقة. وقد اقترح أن فارا كانت جزءا من «سداسية» مع لكش ونيبور وأوروك وأداب وأوما، ربما تحت قيادة كيش.

### الفترة الأكدية
في العصر الأكدي (حوالي 2334-2154 قبل الميلاد)، حكم شوروباك حاكم يحمل لقب باتيسي. مثل معظم المدن على نهر الفرات، انخفض خلال الإمبراطورية الأكدية. كتب على مخروط طيني من فترة الإمبراطورية الأكدية تم العثور عليه في شوروباك «دادا، حاكم سوروباك: هالا أدا، حاكم [ولا] سوروباك، ابنه، وضع ... من بوابة مدينة الإلهة سود».

### فترة أور الثالثة
خلال فترة أور الثالثة (حوالي 2112-2004 قبل الميلاد)، كان يحكم المدينة حكام (ensi2) يعينهم أور. من المعروف أن أحدهم هو أور نيجار، ابن شولجي، أول حكام أور الثالث. أحد الألواح الموجودة في الموقع مؤرخ باسم عام إلى بداية عهد شو سين، بجوار آخر حاكم لأور الثالث. يعرف عدد قليل من حكام شورباك في ظل إمبراطورية أور الثالثة من بقايا النقوش المعاصرة، كو نانا، لوغال هيدو، أور نيجين غار، وأور نينكورا. في المؤلفات الأدبية اللاحقة، ذكر العديد من الحكام المزعومين.

### البرونزية الوسطى الأولى
في عام 2020 قبل الميلاد، تعرضت إمبراطورية أور الثالثة لجفاف كبير. يعتقد أنه تم التخلي عنها بعد فترة وجيزة حوالي عام 2000 قبل الميلاد.
عثر على ختم أسطواني Isin-Larsa والعديد من اللوحات الفخارية التي قد يعود تاريخها إلى أوائل الألفية الثانية قبل الميلاد في الموقع. الاكتشافات السطحية هي في الغالب سلالات مبكرة. في السنة 2 من إنليل باني (حوالي 1860-1837 قبل الميلاد)، حاكم إيسين، سجل حكيم نيبور على أنه ترك دواء عشبي في شوروباك.

## أسطورة الفيضان
يذكر تقرير التنقيب في ثلاثينيات القرن العشرين طبقة من رواسب الفيضانات في نهاية فترة جمدة نصر في شوروباك. شوروباك في أسطورة بلاد ما بين النهرين هي واحدة من المدن «القديمة» ومنزل الملك Utnapishtim، الذي نجا من الفيضان عن طريق صنع قارب مسبقا. كتب شميدت أن قصة الطوفان من الكتاب المقدس،
تشبه الرواسب تلك التي ترسبها الفيضانات النهرية، وهي عملية كانت شائعة في نظام نهري دجلة والفرات.

## تاريخ التنقيب
يمتد تل فارا حوالي كيلومتر من الشمال إلى الجنوب. تبلغ المساحة الإجمالية حوالي 120 هكتارا، مع حوالي 35 هكتارا من التل أكثر من ثلاثة أمتار فوق السهل المحيط، بحد أقصى 9 أمتار. يتكون الموقع من تلالين، أحدهما أكبر من الآخر، مفصولين بقاع قناة قديم بالإضافة إلى بلدة سفلية. زارها ويليام لوفتوس في عام 1850. أجرى هيرمان فولراث هيلبريشت مسحا موجزا في عام 1900. وجد «رؤوس ماعز نحاسية. سيف نحاسي ما قبل سارجونيد؛ مصباح على شكل طائر؛ اسطوانة ختم قديمة جدا؛ عدد من أقراص ما قبل سرجونيد، و 60 لوحة محفورة من عرق اللؤلؤ».
نقب عنها لأول مرة بين عامي 1902 و 1903 من قبل والتر أندراي وروبرت كولديوي وفريدريش ديليتش من الجمعية الشرقية الألمانية لمدة ثمانية أشهر. استخدموا نظاما «حديثا» جديدا تضمن حفر خنادق بعرض 8 أقدام وعمق 5 أقدام كل بضعة ياردات تمتد عبر عرض التل الأكبر بالكامل. إذا عثر على جدار مبنى في خندق، فقد تم استكشافه بشكل أكبر. جاء التحديد الأولي للموقع على أنه Suruppak من مسمار طيني من الفترة الثالثة ذكر «هالادا، ابن دادا، باتيسي شوروباك (مكتوب SU. كور. RUki) إصلاح ADUS للبوابة الكبرى للإله شوروباك (مكتوب dSU.KUR.RU-da)». من بين الاكتشافات الأخرى، جمع 847 لوحا مسماريا و 133 قطعة من الألواح من فترة الأسرات الثالثة المبكرة، والتي انتهى بها المطاف في متحف برلين ومتحف اسطنبول. تضمنت نصوصا إدارية وقانونية ومعجمية وأدبية. وتناول الإصدار 100 من الأقراص صرف حصص الإعاشة للعمال. كما عثر على حوالي ألف من الأختام والشظايا الطينية للسلالات المبكرة (تستخدم لتأمين الأبواب والحاويات). معظمها من أختام الأسطوانات ولكن 19 كانت من أختام الطوابع. في عام 1903 زار الموقع إدغار جيمس بانكس الذي كان يحفر في موقع أدب، على بعد أربع ساعات سيرا على الأقدام إلى الشمال. التقطت بانكس صورا للخنادق الألمانية ولاحظت بئرا قطرها 20 قدما، تم بناؤه من الطوب المحدب المحدب، في وسط التل الأكبر بالإضافة إلى مجاري مقوسة، تم بناؤها بالمثل. كان الأخير حيث عثر على أقراص. وأشار بانكس أيضا إلى أن التلة الأصغر تحتوي على مقبرة.
في عام 1926 زارها ريموند ب، دوجيرتي خلال مسحه الأثري للمنطقة. في مارس وأبريل 1931، قام فريق مشترك من المدارس الأمريكية للبحوث الشرقية وجامعة بنسلفانيا بالتنقيب في شوروباك لموسم آخر مدته ستة أسابيع، مع إريك شميدت كمدير ومع رسام النقوش صموئيل نوح كرامر مدفوعا بتقارير عن الحفريات غير المشروعة في المنطقة. كانوا قادرين على تقسيم مستويات الاحتلال الرئيسية مثل جمدة نصر (فارا الأول)، وأوائل الأسرات (فارا الثانية)، وإمبراطورية أور الثالثة (فارا الثالث). كان هناك «حدث غمر» بين فارا الأول وفارا الثاني. استعادت الحفريات 96 قرصا وشظية - معظمها من عصور ما قبل سارغونيك - ثنائية التحدب وغير مخبوزة. تضمنت الأجهزة اللوحية إشارة إلى شوروباك مما يتيح تأكيد الاسم الأصلي للموقع.
أجرت هارييت ب. مارتن مسحا سطحيا للموقع لمدة ثلاثة أيام في عام 1973. يتكون المسح بشكل أساسي من مجموعة شظايا الفخار، وأكد أن شوروباك تعود على الأقل في وقت مبكر من فترة جمدة نصر، وتوسعت بشكل كبير في فترة الأسرات المبكرة، وكان أيضا عنصرا من الإمبراطورية الأكدية والأسرة الثالثة في أور.
تم الانتهاء من مسح سطحي ومسح كامل للموقع بين عامي 2016 و 2018 من قبل فريق من جامعة لودفيج ماكسيميليان في ميونيخ بقيادة أديلهيد أوتو وبيرتولد أينواج. كان العمل الأولي في إطار المسح الإقليمي QADIS. استخدمت طائرة بدون طيار لإنشاء نموذج ارتفاع رقمي للموقع. وعثر الباحثون على الآلاف من ثقوب اللصوص التي خلفها اللصوص والتي أزعجت السطح في العديد من الأماكن، مع تدمير الجزء العلوي على بعد عدة أمتار من التل الرئيسي. كانوا قادرين على استخدام بقايا الخندق الذي يبلغ طوله 900 متر والذي تركته الحفارات في عامي 1902 و 1903 لتوجيه وثائق الحفر القديمة ورسم الخرائط الجوية بنتائجها المغناطيسية الأرضية. كان يتعذر الوصول إلى جزء من الموقع بسبب أكوام الغنائم من الحفريات. عثر على سور المدينة (في المنطقة أ)، والذي تم تفويته في الماضي. كما عثر على ميناء ورصيف.